# Abdul Latif Romly
Abdul Latif Romly (31 de marzo de 1997) es un deportista malasio que compite en atletismo adaptado. Ganó tres medallas en los Juegos Paralímpicos de Verano entre los años  2016 y 2024.

## Palmarés internacional
| Juegos Paralímpicos | Juegos Paralímpicos     | Juegos Paralímpicos | Juegos Paralímpicos   |
| Año                 | Lugar                   | Medalla             | Prueba                |
| ------------------- | ----------------------- | ------------------- | --------------------- |
| 2016                | Río de Janeiro (Brasil) | Medalla de oro      | Salto de longitud T20 |
| 2020                | Tokio (Japón)           | Medalla de oro      | Salto de longitud T20 |
| 2024                | París (Francia)         | Medalla de plata    | Salto de longitud T20 |